# EMD SW9
Die EMD SW9 ist eine dieselelektrische Rangierlokomotive, die zwischen November 1950 und Dezember 1953 von der General Motors Electro-Motive Division gebaut wurde. Weitere SW9 wurden von General Motors Diesel in Ontario, Kanada, von Dezember 1950 bis März 1953 gebaut. Die Lokomotiven sind mit einem EMD 567B 12-Zylinder-Motor mit 1200 PS (895 kW) ausgerüstet. Ab Oktober 1953 wurde eine Reihe von SW9 mit dem 567BC-Motor gebaut und im Dezember 1953 wurde Lokomotive 305 für Weyerhaeuser mit einem 567C-Motor gebaut.
Zusätzlich wurden zehn TR5-Cow-Calf hergestellt (acht für die Union Pacific Railroad und zwei für die Union Railroad in Pittsburgh). Bei diesen paarweise eingesetzten Rangierloks hatte die Cow einen Führerstand, aber das Calf keinen. Die Union Railroad kaufte zusätzlich zwei TR5B-Calves.
Insgesamt wurden 786 Exemplare dieses Modells für US-amerikanische Eisenbahnen und 29 für kanadische Eisenbahnen gebaut.

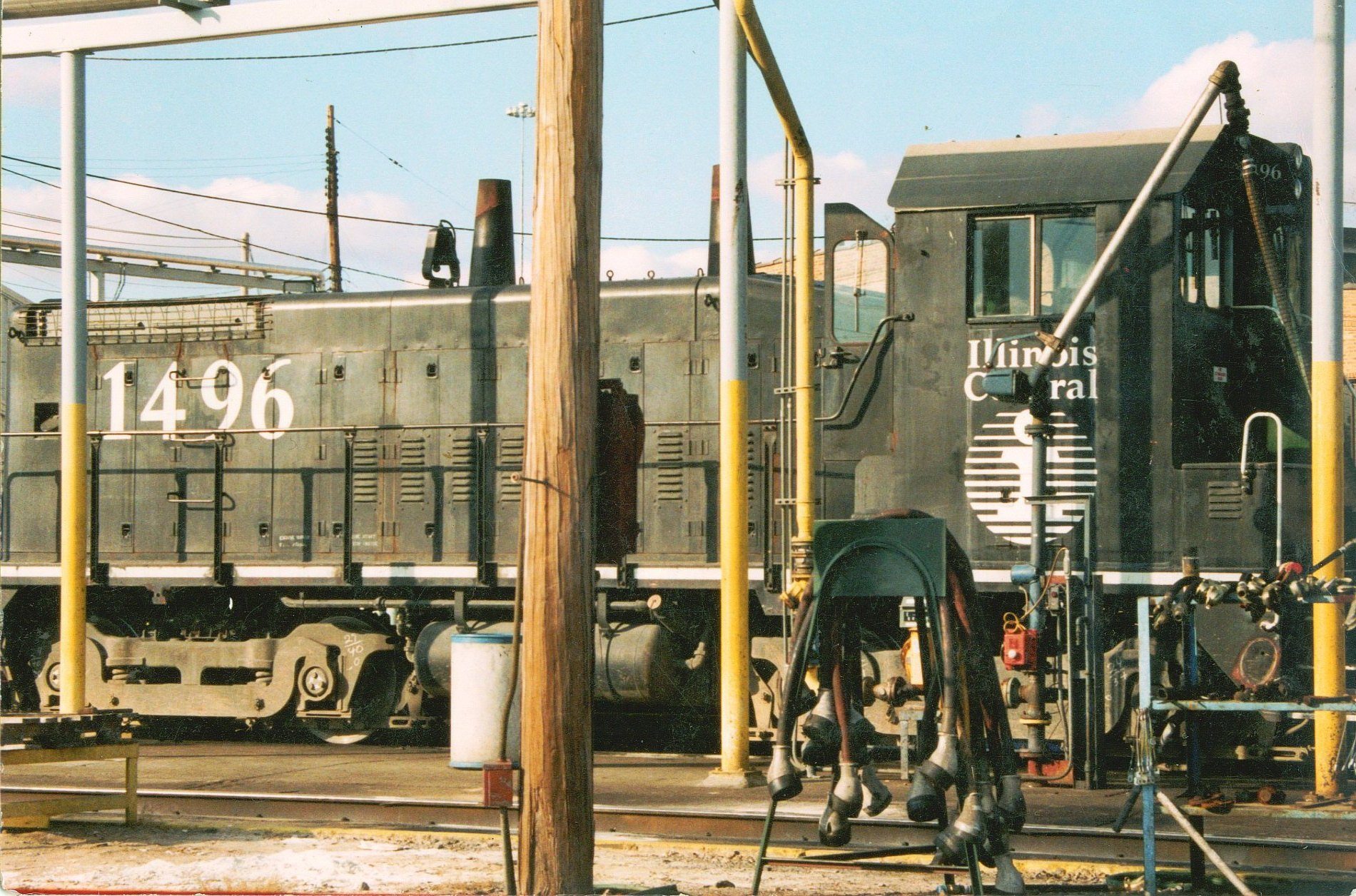
Illinois Central SW14 Nr. 1496 in Memphis, Tennessee

## Erstbesteller

### SW9-Lokomotiven der Electro-Motive Division, USA
| Eisenbahngesellschaft                                          | Menge | Zugnummern                      | Anmerkungen                        |
| -------------------------------------------------------------- | ----- | ------------------------------- | ---------------------------------- |
| Aliquippa and Southern Railroad                                | 1     | 1200                            | Gebaut mit einem 567BC-Motor       |
| Apalachicola Northern Railroad                                 | 7     | 705–711                         | 710–711 gebaut mit 567BC-Motoren   |
| Arkansas and Louisiana Missouri Railway                        | 1     | 12                              |                                    |
| Ashley, Drew and Northern Railway                              | 1     | 174                             |                                    |
| Atchison, Topeka and Santa Fe Railway                          | 19    | 2420–2438                       | 2434–2438 gebaut mit 567BC-Motoren |
| Atlantic Coast Line Railroad                                   | 65    | 652–716                         |                                    |
| Baltimore and Ohio Chicago Terminal Railroad                   | 8     | 590–597                         |                                    |
| Baltimore and Ohio Railroad                                    | 6     | 598–603                         |                                    |
| Bauxite and Northern Railway                                   | 1     | 10                              |                                    |
| Bellefonte Central Railroad                                    | 1     | 5323                            |                                    |
| Belt Railway of Chicago                                        | 4     | 520–523                         |                                    |
| Boston and Maine Railroad                                      | 12    | 1220–1231                       |                                    |
| Cambria and Indiana Railroad                                   | 8     | 30–37                           |                                    |
| Campbell's Creek Railroad                                      | 1     | 13                              |                                    |
| Central of Georgia Railway                                     | 10    | 301–310                         |                                    |
| Central Railroad of New Jersey                                 | 11    | 1084–1094                       |                                    |
| Charleston and Western Carolina Railway                        | 2     | 802–803                         |                                    |
| Chattanooga Traction Company                                   | 1     | 5                               | Erste gebaute SW9                  |
| Chesapeake and Ohio Railway                                    | 35    | 5080–5093, 5245–5265            | 5092–5093 gebaut mit 567BC-Motoren |
| Chicago and Illinois Western Railroad                          | 1     | 104                             |                                    |
| Chicago and North Western Railway                              | 9     | 1101–1105, 1122–1125            |                                    |
| Chicago, Burlington and Quincy Railroad                        | 2     | 9269–9270                       | an Burlington Northern 160–161     |
| Chicago, Rock Island and Pacific Railroad                      | 5     | 775–779                         | Gebaut mit 567BC-Motoren           |
| Chicago, West Pullman and Southern Railroad                    | 2     | 47–48                           |                                    |
| Conemaugh and Black Lick Railroad                              | 2     | 118–119                         |                                    |
| Delaware, Lackawanna and Western Railroad                      | 10    | 551–560                         |                                    |
| Detroit and Toledo Shore Line Railroad                         | 3     | 119–121                         |                                    |
| Duluth, Missabe and Iron Range Railway                         | 15    | 11–25                           |                                    |
| Erie Railroad                                                  | 7     | 434–440                         |                                    |
| Florida East Coast Railway                                     | 8     | 221–228                         |                                    |
| Georgia Railroad                                               | 2     | 906–907                         |                                    |
| Grand Trunk Western Railroad                                   | 7     | 7010–7016                       |                                    |
| Great Lakes Steel                                              | 3     | 27–29                           |                                    |
| Great Northern Railway                                         | 7     | 17–23                           | an Burlington Northern 149–155     |
| Great Western Railway of Colorado                              | 2     | 121–122                         |                                    |
| Houston Belt and Terminal Railway                              | 10    | 22–31                           |                                    |
| Illinois Central Railroad                                      | 70    | 9320–9334, 9430–9484            |                                    |
| Indiana Harbor Belt                                            | 7     | 9002–9008                       | 9004–9008 mit 567BC-Motoren gebaut |
| Anaconda Copper (Inspiration Consolidated Copper Company)      | 2     | 22–23                           |                                    |
| Kirby Lumber Company                                           | 1     | 1000                            |                                    |
| Kosmos Timber Company (US Plywood Corp - Champion Intl)        | 1     | 100                             | Gebaut mit 567BC-Motor             |
| Lehigh Valley Railroad                                         | 13    | 280–292                         |                                    |
| Louisville and Nashville Railroad                              | 30    | 2267–2296                       |                                    |
| Maine Central Railroad                                         | 2     | 334–335                         | 335 gebaut mit 567BC-Motor         |
| Maryland and Pennsylvania Railroad                             | 1     | 82                              |                                    |
| Milwaukee Road                                                 | 3     | 1643–1645                       | 620–622 neu nummeriert             |
| Mississippi Central Railroad                                   | 10    | 201–210                         | an Illinois Central                |
| Missouri Pacific Railroad                                      | 22    | 9170–9191                       | 1232–1253 neu nummeriert           |
| Missouri-Kansas-Texas Railroad                                 | 10    | 1226–1235                       | 12–21 neu nummeriert               |
| Monessen Southwestern                                          | 4     | 23–25, 27                       |                                    |
| Montour Railroad                                               | 12    | 73–84                           |                                    |
| Nashville, Chattanooga and St. Louis Railway                   | 5     | 34–38                           |                                    |
| New York Central Railroad                                      | 60    | 8922–8930, 8941–8951, 8962–9001 |                                    |
| New York Central (Indiana Harbor Belt Railroad)                | 7     | 9002–9008                       |                                    |
| New York Central (Pittsburgh and Lake Erie Railroad)           | 20    | 8931–8940, 8952–8961            |                                    |
| New York, Chicago and St. Louis Railroad („Nickel Plate Road“) | 12    | 233–244                         |                                    |
| Northern Pacific Railway                                       | 4     | 115–118                         | an Burlington Northern 156–159     |
| Oliver Iron Mining Company                                     | 6     | 934–939                         |                                    |
| Pennsylvania Railroad                                          | 36    | 8513–8544, 8859–8860, 8869–8870 |                                    |
| Peoria and Pekin Union Railway                                 | 2     | 411–412                         |                                    |
| Philadelphia, Bethlehem and New England Railroad               | 4     | 35–38                           |                                    |
| Pittsburg and Shawmut Railroad                                 | 9     | 231–239                         | Gebaut mit 567BC-Motoren           |
| Pittsburgh, Chartiers and Youghiogheny Railway                 | 4     | 2–5                             |                                    |
| Republic Steel Corporation                                     | 1     | 344                             |                                    |
| Reserve Mining Company                                         | 1     | 1211                            |                                    |
| Soo Line (Wisconsin Central Railway)                           | 8     | 2111–2115, 2117–2119            |                                    |
| Southern Pacific (Texas and New Orleans Railroad)              | 5     | 108–112                         | 1965 in 2208–2212 umnummeriert     |
| Spokane, Portland and Seattle Railway                          | 3     | 43–45                           | an Burlington Northern 167–169     |
| St. Louis Southwestern Railway („Cotton Belt“)                 | 4     | 1058–1061                       | 1965 in 2204–2207 umnummeriert     |
| St. Louis–San Francisco Railway („Frisco“)                     | 10    | 305–314                         |                                    |
| Steelton and Highspire Railroad                                | 4     | 40–43                           |                                    |
| Terminal Railroad Association of St. Louis                     | 13    | 1206–1218                       |                                    |
| Texas and Pacific Railway                                      | 13    | 1024–1036                       |                                    |
| Union Pacific Railroad                                         | 42    | 1825–1866                       | 1847–1866 gebaut mit 567BC-Motoren |
| Union Railroad                                                 | 14    | 575–588                         |                                    |
| Wabash Railroad                                                | 12    | 363–374                         |                                    |
| Western Pacific Railroad                                       | 6     | 601–606                         |                                    |
| Weyerhaeuser Timber Company                                    | 3     | 302–303, 305                    | 305 mit 567C-Motor gebaut          |
| Wheeling Steel                                                 | 2     | 1252–1253                       | 1253 gebaut mit 567BC-Motor        |
| Insgesamt                                                      | 786   |                                 |                                    |

### SW9-Lokomotiven von General Motors Diesel, Kanada
| Eisenbahngesellschaft                 | Menge | Zugnummern | Anmerkungen                    |
| ------------------------------------- | ----- | ---------- | ------------------------------ |
| Canadian National Railways            | 10    | 7000–7009  |                                |
| Canadian Pacific Railway              | 6     | 7400–7405  |                                |
| Chesapeake and Ohio Railway           | 5     | 5240–5244  |                                |
| Great Northern Railway                | 3     | 14–16      | an Burlington Northern 146–148 |
| Steel Company of Canada               | 1     | 70         |                                |
| Toronto, Hamilton and Buffalo Railway | 4     | 55–58      |                                |
| Insgesamt                             | 29    |            |                                |

### TR5-Lokomotiven der Electro-Motive Division, USA
| Eisenbahngesellschaft  | Menge A Einheiten | Menge B Einheiten | Zugnummern A Einheiten | Zugnummern B Einheiten | Anmerkungen                                                                        |
| ---------------------- | ----------------- | ----------------- | ---------------------- | ---------------------- | ---------------------------------------------------------------------------------- |
| Union Pacific Railroad | 8                 | 8                 | 1870A–1877A            | 1870B–1877B            | Kurz nach der Auslieferung wurden die TR5As von UP um dynamische Bremsen erweitert |
| Union Railroad         | 2                 | 4                 | 701–702                | 701C–704C              |                                                                                    |
| Insgesamt              | 10                | 12                |                        |                        |                                                                                    |

## SW14
Die Illinois Central Gulf Railroad modernisierte in ihren Werkstätten in Paducah zwischen März 1978 und März 1982 insgesamt 112 Lokomotiven der Typen EMD NW2, EMD SW7 und EMD SW9, indem unter anderem der komplette Führerstand einschließlich des Aufbaus erneuert wurde. Die umgebauten Fahrzeuge erhielten die Bezeichnung SW14. Mit Ausnahme einer Lokomotive für die East Camden and Highland Railroad wurden alle SW14 zunächst durch die ICG eingesetzt, ab Ende der 1980er-Jahre aber teilweise an Spin-offs abgegeben und an andere Bahngesellschaften verkauft.

## SW1000R

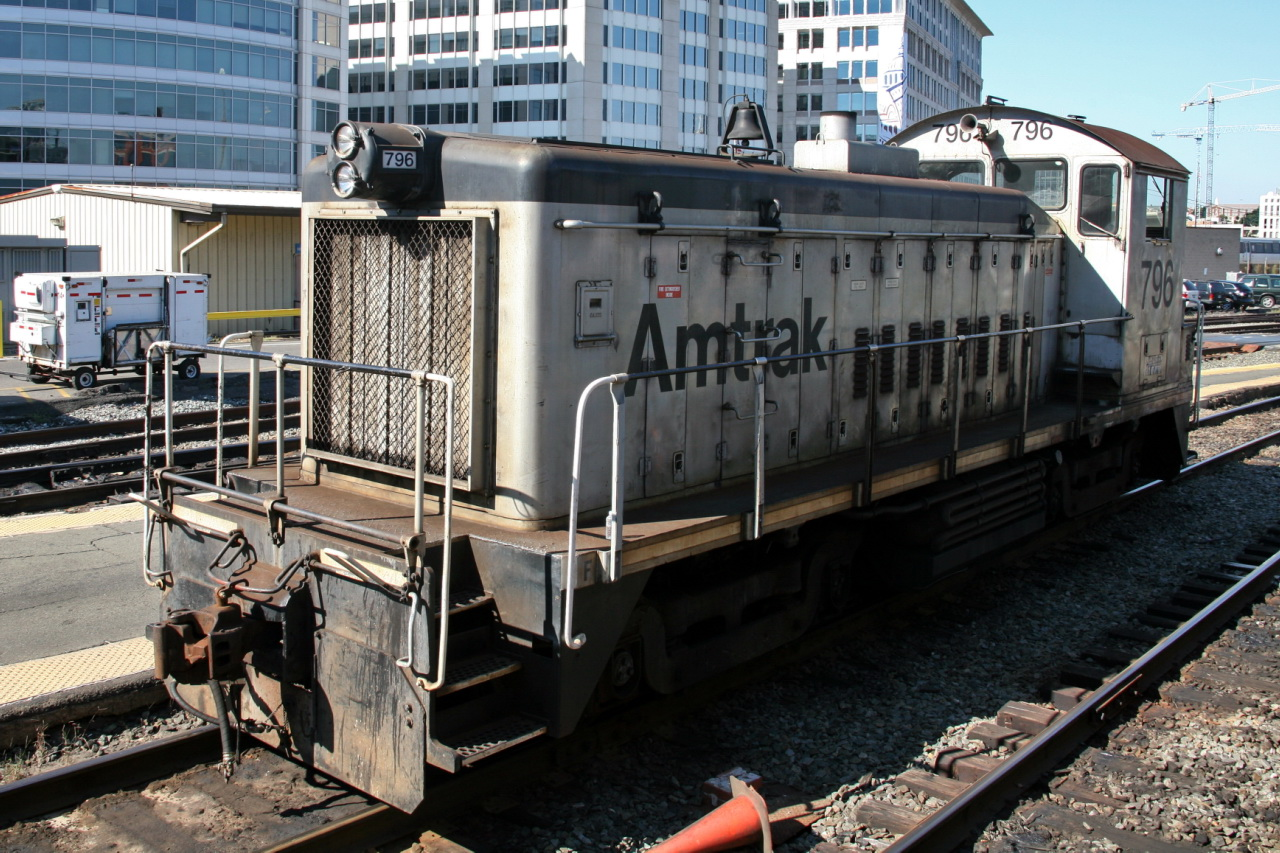
Amtrak #796, die 1952 als P&LE #8959 gebaut wurde, 2008 in Washington, DC

1994 erwarb Amtrak neun SW9 von verschiedenen Eisenbahnen und ließ sie von der National Railway Equipment Company modernisieren. Diese Rangierlokomotiven wurden in EMD SW1000R umklassifiziert.